# Bertha Zegers Veeckens
Lambertina Alida (Bertha) Zegers Veeckens (Amsterdam, 3 november 1859, Den Haag, 27 oktober 1907) was een Nederlands alt.
Zij was dochter van Anna Geertruida van Exter en de Zuid-Afrikaanse kapitein van de artillerie Lambertus Zegers Veeckens, die het tot generaal-majoor zou brengen. Zelf bleef ze voor zover bekend ongehuwd. Meerdere zonen van het echtpaar werden eveneens militair. Zo schreef luitenant-kolonel Lambertus Zegers Veeckens haar bericht van overlijden.
Zij kreeg haar opleiding van Julius Stockhausen in Frankfurt am Main en Louise Héritte-Viardot. Ze begon al vroeg zelf met lesgeven, ook al in haar Frankfurter periode. Eenmaal terug in Nederland verbond ze zich op voorspraak van Johan Cornelis Marius van Riemsdijk aan de muziekschool van de Maatschappij tot Bevordering der Toonkunst. Ze zong tijdens concerten in Nederland en Duitsland en niet zelden als soliste bij het Toonkunstkoor Utrecht en Palestrinakoor uit dezelfde stad. Ze was echter het meest bekend als zangpedagoge (mej. Bertha Zegers Veeckens), aan genoemd conservatorium, maar ook dat van Amsterdam van Daniël de Lange, al was dat voor een korte periode; ze vond niet wat ze zich ervan had voorgesteld.
Tijdens haar leven zette ze zich samen met schrijfster Christine Doorman, verre familie van Karel Doorman, in voor de Nederlandsche Kinderbond. Zo schreef ze sinds 1896 onder pseudoniem Beata teksten bij kinder- en prentenboeken als Huisvriendjes en speelkameraadjes (1896), Onze hondjes (1897) en Trouwe vriendjes (1900). Samen met Christina Doorman schreef ze:
- De gelaarsde kat
- Generaal Jan Klaassen (1896)
- Pluimstaartjes en snaterbekjes (1897)
- Meibloempjes (1897)
- Roodborstjes bruiloft (1897)
- Duinroosjes (1898)
- Van allerlei dieren (1904)
- Uit het warme zonneland (1904)
- Kerstrozen en huisbessen (1905)

Ze was al enige tijd ziek toen ze, wonende in Utrecht, in Den Haag overleed.